# Exenterus oriolus
Exenterus oriolus là một loài tò vò trong họ Ichneumonidae.